# Lars Frederiksen
Pour les articles homonymes, voir Frederiksen.
Lars Everett Frederiksen (né Lars Everett Dapello à Campbell (Californie) le 30 août 1971) est guitariste et chanteur du groupe de punk rock Rancid et des Old Firm Casuals (Oi!), ainsi que guitariste des groupes Oxley's Midnight Runners et Stomper 98. Il s'est également illustré comme producteur en travaillant avec des groupes comme les Dropkick Murphys, The Business, Agnostic Front etc. Officiant déjà comme guitariste pour UK Subs, il rejoint Rancid en 1993, pour leur second album intitulé Let's Go.

## Biographie

### Jeunesse

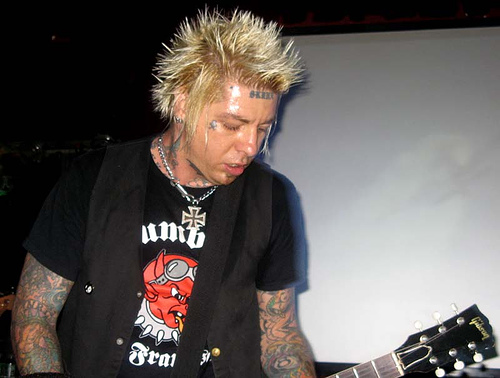
Frederiksen en concert au Newcastle Carling Academy 2007.

Frederiksen est à moitié italien par son père et danois par sa mère Minna qui l'a élevé à Campbell en Californie du sud. Son père a quitté le foyer familial alors que Lars n'avait que 4 ans. Vivant avec très peu d'argent, Lars vit sa mère se démener avec deux emplois différents pour subvenir aux besoins de ses deux enfants. Cette enfance précaire fit naître en Lars un esprit de rébellion et grandi une éthique punk toujours plus forte. Initié très tôt au skateboard comme tout bon punk à l'époque, Lars côtoie des futurs grand du skate tels que Steve Caballero.
Lars fut d'abord introduit dans la musique par son grand frère Rob qui lui fit découvrir le groupe Kiss. Il apprit plus tard à jouer de la guitare en imitant les guitariste sur MTV et grâce au guitariste et ami du groupe de San José The Shattered.
Le vrai nom de famille de Lars est Dapello, mais il prit le nom de jeune fille de sa mère, Frederiksen, après que son père quitta sa mère.
Le frère de Lars mourut d'anévrisme en 2001, il écrira la chanson Otherside en hommage à son frère avec Rancid.

### Carrière
En 1991, Lars rejoint le groupe mythique de punk/oi! anglais UK Subs, il part alors en Angleterre et tourne avec le groupe. Lars reçut une première offre pour venir rejoindre Rancid, mais il refusa l'offre d'Armstrong, ce dernier se tournant vers Billie Joe Armstrong de Green Day, qui refusa lui aussi. 
Finalement Frederiksen accepta l'offre pour jouer avec Rancid et apparaitra sur l'album Let's Go en 1993. Lars et Tim Armstrong deviendront complémentaires et écriront toutes les chansons du groupe.
En 1996, il joue aux côtés des Ramones lors de leur dernier concert. Sa voix caractéristique et assez "trash" le fait remarquer, comme sur le morceau 53rd & 3rd.
En 1998, Lars produit Dropkick Murphys fraîchement enrôlé sur Hellcat Records, en sortira Do or Die et The Gang's All Here. 
Il produit aussi avec Tim Armstrong le groupe The Business et Union 13 signé chez Epitaph Records.
En 2001, alors que Rancid est en hiatus indéfiniment, Lars crée le groupe Lars Frederiksen and the Bastards. L'idée lui vint de créer son propre groupe après que Tim le poussa à écrire sur sa vie à Campbell en Californie étant plus jeune. Lars écrira l'album avec Tim, qui apparaitra sur l'une des chansons de l'album éponyme sorti en 2001. Le groupe part alors en tournée, et Lars s'entoure alors notamment de Craig Fairbaugh à la guitare.
En 2004, Rancid étant toujours en hiatus, Lars Frederiksen and the Bastards sort un second album intitulé Viking, toujours avec l'aide d'Armstrong et produit par Brett Gurewitz de Bad Religion.
En 2010, Lars crée un nouveau groupe, The Old Firm Casuals. Les influences de ce projet font clairement ressortir la Oi! et le Hardcore des années 70-80. Durant l'année 2011, le groupe sort 
plusieurs EP et Splits avec d'autres groupes du même genre, en attendant le premier album.

### SKUNX
Lars a le mot SKUNX tatoué sur le front, signe d'appartenance au groupe ou "crew" du même nom dont Lars fait partie, et qui fut créé par un ami de Lars. SKUNX signifie Skinheads, Punx et Drunx. SKUNX devint aussi le nom d'un salon de tatouage à Londres, où Lars tatoue de temps en temps.